# Cidariophanes albimargo
Cidariophanes albimargo är en fjärilsart som beskrevs av Paul Dognin 1911. Cidariophanes albimargo ingår i släktet Cidariophanes och familjen mätare. Inga underarter finns listade i Catalogue of Life.